# Sturnia blythii
Sturnia blythii là một loài chim trong họ Sturnidae.